# Lilac Wine (альбом)
Lilac Wine — студийный альбом американской певицы Хелен Меррилл, выпущенный в 2002 году французским подразделением Universal Music. Альбом был записан в Праге, Чехия, в сопровождении большого оркестра, аранжировщиком которого стал Торри Зито.

## Отзывы критиков
| Оценки критиков                   | Оценки критиков |
| Источник                          | Оценка          |
| --------------------------------- | --------------- |
| AllMusic                          | [ 1 ]           |
| The Encyclopedia of Popular Music | [ 2 ]           |
| The Penguin Guide to Jazz         | [ 3 ]           |

Скотт Яноу из AllMusic: «Почти полвека спустя после того, как она записала классический альбом с трубачом Клиффордом Брауном, голос Хелен Меррилл всё ещё довольно силён. В Lilac Wine она исполняет несколько проникновенных меланхоличных баллад. Меррилл интерпретирует весь материал в медленном мечтательном темпе. Результат получился утончённым, эмоциональным и атмосферным. Единственное реальное изменение темпа — инструментальная композиция Мэриэн Макпартлэнд „Portrait of Helen Merrill“. В остальном вся музыка написана в том же медленном темпе и в похожем настроении. Несмотря на отсутствие разнообразия, интерес к этой тихой прогулке растёт с каждым прослушиванием».
Рецензент Billboard Филип ван Влек написал: «Меррилл остаётся одной из самых экспрессивных джазовых вокалисток, когда-либо входивших в студию звукозаписи, что Lilac Wine более чем подтверждает. Работа в роскошной оркестровой обстановке. Атмосфера непринуждённая и созерцательная, это во многом балладная пластинка с трубачом Лью Солоффом, который сыграл несколько тонких, приглушенных соло, ловко поддерживающих настроение. Также появляется сын Меррилл Алан, поющий со своей матерью и играющий на гитаре в „You“. Хелен Меррилл сейчас за 70, но время не коснулось её голоса или её интерпретационного дара».

## Список композиций
1. «Lilac Wine» (Джеймс Шелтон) — 4:51
2. «Wild Is the Wind» (Дмитрий Тёмкин) — 4:23
3. «Pierre» (Моник Андре Серф) — 5:22
4. «Something I Dreamed Last Night» (Герберт Мэджидсон, Джек Йеллен, Сэмми Фейн) — 6:13
5. «Love Me Tender / How Sweet You Are» (Элвис Пресли, Вера Мэтсон / Фрэнк Лессер, Артур Шварц) — 5:30
6. «The Island» (Иван Линс) — 4:57
7. «One More Walk Around the Garden» (Алан Джей Лернер, Бертон Лейн) — 4:31
8. «Portrait of Helen Merrill» (Мэриэн Макпартлэнд) — 5:33
9. «You» (Колин Гринвуд, Эд О’Брайен, Джонни Гринвуд, Фил Селвэй, Том Йорк) — 3:22

## Участники записи
- Аранжировка, дирижёр — Торри Зито
- Вокал — Хелен Меррилл (1-7, 9), Алан Меррилл (9)
- Гитара — Алан Меррилл (9)
- Клавишные — Торри Зито (9)
- Контрабас — Джордж Мраз (1, 2, 4-9)
- Труба — Лью Солофф (2, 3, 6, 9)
- Фортепиано — Торри Зито (4)
- Электрическое пианино — Торри Зито (3, 5, 6)